# Конотоп (Хощенський повіт)
Конотоп (пол. Konotop, нім. Friedenau) — село в Польщі, у гміні Дравно Хощенського повіту Західнопоморського воєводства.
Населення — 149 осіб (2011).
У 1975-1998 роках село належало до Гожовського воєводства.

## Демографія
Демографічна структура станом на 31 березня 2011 року:
|          | Загалом | Допрацездатний вік | Працездатний вік | Постпрацездатний вік |
| -------- | ------- | ------------------ | ---------------- | -------------------- |
| Чоловіки | 82      | 20                 | 56               | 6                    |
| Жінки    | 67      | 16                 | 42               | 9                    |
| Разом    | 149     | 36                 | 98               | 15                   |